# Copa de los Campeones de América
La Copa de Campeones de América es un torneo amistoso de fútbol que tiene lugar en enero en la ciudad de Porto Alegre en Brasil desde 2017.
Esta Copa nació con el fin de rescatar a los grandes torneos de verano que tuvieron lugar hace muchos años y que hoy en día existe en Europa. Además de permitir a los clubes para mantener un alto nivel de pretemporada.
El torneo lo juegan por 4 equipos sudamericanos que ya han ganado la Copa Libertadores de América y la Copa Intercontinental y que están invitados previamente.
El evento es organizado en forma conjunta entre las empresas Ponto Brasil, Global Life Doc e Own y el apoyo de Grêmio, de Arena do Grêmio y de la FGF.
La primera edición, la 2017 con Grêmio, Nacional y Peñarol de Uruguay y Olimpia de Paraguay.

## Ediciones
| Año           | Campeón | Subcampeón | Tercero | Cuarto |
| ------------- | ------- | ---------- | ------- | ------ |
| 2017 Detalles |         |            |         |        |

## Participaciones
Actualizado a la Copa de Campeones de América 2017.
| Equipo   | Participaciones |
| -------- | --------------- |
| Grêmio   | 1               |
| Peñarol  | 1               |
| Nacional | 1               |
| Olimpia  | 1               |

## Distinciones individuales

### Máximo goleador
| Año  | Jugador/es   | Equipo       | Goles |
| ---- | ------------ | ------------ | ----- |
| 2017 | Bandera de ? | Bandera de ? | 0     |

## Partidos

### Fecha 1
| 21 de enero de 2017, 16:00 | Nacional | vs. | Peñarol | Arena do Grêmio, Porto Alegre |  |
|                            |          |     |         | Árbitro(s):                   |  |

| Uniformes | Uniformes |
| --------- | --------- |
|           |           |

| 21 de enero de 2017, 21:30 | Grêmio | vs. | Olimpia | Arena do Grêmio, Porto Alegre |  |
|                            |        |     |         | Árbitro(s):                   |  |

| Uniformes | Uniformes |
| --------- | --------- |
|           |           |

### Fecha 2
| 24 de enero de 2017, 19:00 | Grêmio | vs. | Nacional | Arena do Grêmio, Porto Alegre |  |
|                            |        |     |          | Árbitro(s):                   |  |

| Uniformes | Uniformes |
| --------- | --------- |
|           |           |

| 24 de enero de 2017, 22:00 | Olimpia | vs. | Peñarol | Arena do Grêmio, Porto Alegre |  |
|                            |         |     |         | Árbitro(s):                   |  |

| Uniformes | Uniformes |
| --------- | --------- |
|           |           |

### Fecha 3
| 27 de enero de 2017, 19:00 | Olimpia | vs. | Nacional | Arena do Grêmio, Porto Alegre |  |
|                            |         |     |          | Árbitro(s):                   |  |

| Uniformes | Uniformes |
| --------- | --------- |
|           |           |

| 27 de enero de 2017, 21:30 | Grêmio | vs. | Peñarol | Arena do Grêmio, Porto Alegre |  |
|                            |        |     |         | Árbitro(s):                   |  |

| Uniformes | Uniformes |
| --------- | --------- |
|           |           |